# Садри Максуди Арсал
Садри Максуди Арсал (на татарски: Sadrıy Maqsudıy, Sadretdin Nizametdin uğlı Maqsudov; на руски: Садретдин Низаметдинович Максу́дов; на турски: Sadri Maksudi Arsal) (1878 – 20 февруари 1957 г.) е турски държавник, учен и общественик от татарски произход.

## Ранни години
Роден е в село Ташсу в Казанска губерния, недалеч от град Казан, което днес е част от Татарстан в Руската федерация.
От 1893 г. в продължение на година учи в медресе, в което преподава по-големият му брат Ахмедхади Максуди и по-късно с препоръката на брат си е записан в руското педагогическо училище в Казан, което Садри завършва през 1901 г. През 1901 – 1906 г. учи в Сорбоната право като едновременно с това работи като кореспондент на парижки вестник и изнася лекции за мюсюлманите в Русия.

## Политик в Русия
През 1906 г. Садри Максуди се връща в Казан и се включва в политиката. Два пъти е избиран за депутат в Държавната дума на Руската империя от Казанска губерния, участва и в състава на делегация депутати до Англия.

## Президент на Идел-Урал
През ноември 1917 г. Садри Максуди е избран за председател на просъществувалата за кратко мюсюлманска държава Идел-Урал с център град Казан. В края на следващата година съветските войски окупират Казанска губерния и Максуди емигрира във Финландия. Там среща добър прием заради застъпничеството си като депутат от руската Дума за националното самоопределение и конституционните права на Финландия. През 1919 пътува в Швеция, Германия и Франция в търсене на подкрепа за възстановяване на държавата.

## Емиграция в Турция
Поканен от Ататюрк да участва в изграждането на новата турска държава, Максуди се установява там през 1925 г. и става един от създателите на юридическата школа в Анкара. Дълги години преподава там, а по-късно в университета в Истанбул. Написва редица трудове по история и философия. Три пъти е избиран за депутат на турския парламент – през 1931 – 1935, 1935 – 1939 и 1950 – 1954 г. и е съветник на президента Ататюрк.
Умира през 1957 г. в Истанбул.